# Skarjevare
Skarjevare är ett naturreservat i Arvidsjaurs kommun i Norrbottens län.
Området är naturskyddat sedan 2013 och är 4,2 kvadratkilometer stort. Reservatet omfattar i söder av norrsluttningarna av berget med detta namn samt sjöarna, myrar och hedar norr om berget. Reservatet består främst av gles, gammal tallskog. 